# GLP-1-analoger
GLP-1-analoger är läkemedel som verkar mot receptorer för hormonet GLP-1. De används mot diabetes och övervikt samt positiva effekter som motverkar vissa hjärtkärlsjukdomar. De vanliga biverkningarna vid behandling med GLP-1-agonister härrör från mag- och tarmkanalen.
Användningen av GLP-1-analoger har populariserats under det tidiga 2020-talet. Antalet förskrivna recept i USA ökade med 300 % från 2020 till 2023. Den omfattande förskrivningen har lett till restnoteringar som påverkat möjligheten för diabetiker att få sina läkemedel utlämnade på apotek.
Effekten på kroppsvikt varierar mellan läkemedlen. Liraglutid, dulaglutid och semaglutid kan ge viktnedgång på upp till 5–10 procent beroende på dos. Kombinerade GLP-1/GIP-analoger som tirzepatid har visats kunna medföra en viktnedgång på upp till 20 procent hos individer med fetma. Flera ytterligare preparat med kombinerad verkningsmekanism är under utveckling. den samlade efterfrågan på GLP1-analoger gör att värdet på den globala försäljningen beräknas passera 1 biljon kronor i mitten av 2030-talet.

## Lista
| Substans   | Varumärkesnamn                          | Tillverkare  |
| ---------- | --------------------------------------- | ------------ |
| Exenatid   | Bydureon                                | AstraZeneca  |
| Liraglutid | Victoza, Saxenda                        | Novo Nordisk |
| Dulaglutid | Trulicity                               | Eli Lilly    |
| Semaglutid | Ozempic, Wegovy, Rybelsus (tablettform) | Novo Nordisk |
| Tirzepatid | Mounjaro                                | Eli Lilly    |